# أفكار وأوهام مرجعية
تشير الأفكار المرجعية والأوهام المرجعية والتي تُسمى أيضًا أوهام الإشارة أو أوهام الإحالة إلى ظاهرة تعرض الفرد لأحداث غير مؤذية أو مجرد مصادفات والاعتقاد بأن لها أهمية شخصية قوية. إنها "فكرة أن كل ما يدركه المرء في العالم يرتبط به و/أو بمصيره"، عادة بطريقة سلبية وعدائية. وبمعنى آخر يمكن تعريف الأفكار المرجعية بأنها الاعتقاد السائد لدى بعض المرضى بأن كل ما يحدث حولهم يرتبط بهم بطريقة أو بأخرى بينما في الواقع الأمر ليس كذلك. عادة ما يكون المعنى الُمعطى لهذه الأحداث سلبيا، ولكن يمكن أن يكون لهذه الرسائل الخفية أيضا طابع هوس العظمة. إن امتداد تلك المعتقدات غير العقلانية، أو الأوهام المرجعية، يمكن أن يتسبب في تغيير سلوك المرضى بشكل كبير بسبب هذا الاعتقاد الخاطئ.
في الطب النفسي، تشكل أوهام المرجعية جزءًا من المعايير التشخيصية للأمراض الذهانية مثل الفصام، والوهام، والاضطراب ثنائي القطب المصحوب بالهوس، وكذلك للأنواع النرجسية والفصامية من اضطراب الشخصية. وبدرجة أقل، يمكن أن يكون وجودها سمة مميزة لاضطراب الشخصية المرتابة، وكذلك اضطراب تشوه الجسم. ويمكن العثور عليها في مرض التوحد خلال فترات التوتر الشديد. ويمكن أيضًا أن تكون ناجمة عن التسمم، مثل المنشطات مثل الميثامفيتامين.

## الأوهام المرجعية (أوهام الإشارة)
يستخدم بعض الأطباء والباحثين مصطلحات الأفكار المرجعية والأوهام المرجعية بشكل مترادف. وفرّقت مصادر أخرى بين الاثنين، قائلة بأن الأفكار المرجعية لها تأثير أقل على حياة الشخص ككل.
في حين أن الأفكار المرجعية هي أحداث حقيقية يتم استيعابها شخصيًا، فإن أوهام المرجعية لا تستند إلى الواقع. ومع ذلك، فإن الأفكار المرجعية قد تكون بمثابة مقدمة للأوهام المرجعية.
سيواجه العديد من الأشخاص أفكارًا عابرة أو أفكارًا مرجعية. على سبيل المثال، عند الذهاب إلى حفلة والاعتقاد للحظة أن الجميع يتهامسون عنك. وهذا ضمن نطاق السلوك البشري الطبيعي إلا إذا حدث باستمرار. 
ولذا يجب التمييز بين الأفكار المرجعية والأوهام المرجعية، والتي قد تكون متشابهة في المحتوى ولكنها يتم قبولها بقناعة أكبر. مع الأول، ولكن ليس الأخير، قد يكون لدى الشخص الذي يحملهم "شعور بأن الغرباء يتحدثون عنه، ولكن إذا تم تحديه، فإنه يعترف بأن الناس ربما يتحدثون عن شيء آخر".
من وجهة نظر التحليل النفسي، قد يكون هناك في الوقت نفسه "انتقالات... إلى الأوهام" من الأفكار المرجعية.

## أمثلة
قد يواجه الأشخاص الذين لديهم أفكار مرجعية ما يلي:
- الاعتقاد بأن "جميع من في حافلة المدينة المارة يتحدثون عنهم بطريقة أو بأخرى".[7]
- الشعور بأن الأشخاص في التلفاز أو الراديو إما يتحدثون عنهم أو يتحدثون إليهم مباشرة.
- الاعتقاد بأن العناوين أو المقالات في الصحف قد كتبت خصيصًا لهم.
- الاعتقاد بأن الأحداث (حتى الأحداث العالمية) قد تم تدبيرها عمدًا من أجلهم، أو أن لها أهمية شخصية خاصة بالنسبة لهم.
- الاعتقاد بأن كلمات الأغنية تتعلق بهم على وجه التحديد.
- الاعتقاد بأن الوظيفة الطبيعية للهواتف المحمولة وأجهزة الكمبيوتر والأجهزة الإلكترونية الأخرى هي إرسال رسائل سرية ومهمة لا يمكن لأحد سواهم فهمها أو تصديقها.
- إدراك الأشياء أو الأحداث على أنها تم إعدادها بشكل متعمد لنقل معنى معين لأنفسهم.
- التفكير "بأن أدنى حركة مهملة من جانب شخص آخر لها معنى شخصي عظيم... أهمية متزايدة".[8]
- الاعتقاد بأن المنشورات على مواقع التواصل الاجتماعي أو مدونات الإنترنت تحمل معاني خفية تخصهم.
- الاعتقاد بأن سلوك الآخرين يشير إلى رائحة جسم غير طبيعية كريهة، وهي في الواقع غير موجودة ولا يمكن للآخرين شمها أو اكتشافها (انظر: المتلازمة المرجعية الشمية).